# Radziemice (gemeente)
De gemeente Radziemice is een landgemeente in het Poolse woiwodschap Klein-Polen, in powiat Proszowicki.
De gemeente bestaat uit de dorpen:
- Błogocice
- Dodów
- Kaczowice
- Kąty
- Kowary
- Obrażejowice
- Lelowice
- Łętkowice
- Łętkowice-Kolonia
- Przemęczany
- Przemęczanki
- Radziemice -gemeentezetel
- Smoniowice
- Wierzbica
- Wola Gruszowska
- Wrocimowice
- Zielenice

Op 30 juni 2004 telde de gemeente 3443 inwoners.

## Oppervlakte gegevens
In 2002 bedroeg de totale oppervlakte van gemeente Radziemice 57,85 km², waarvan:
- agrarisch gebied: 94%
- bossen: 1%

De gemeente beslaat 13,95% van de totale oppervlakte van de powiat.

## Demografie
Stand op 30 juni 2004:
| Omschrijving                   | Totaal | Totaal | Vrouwen | Vrouwen | Mannen | Mannen |
| ------------------------------ | ------ | ------ | ------- | ------- | ------ | ------ |
| eenheid                        | aantal | %      | aantal  | %       | aantal | %      |
| inwoners                       | 3443   | 100    | 1719    | 49,9    | 1724   | 50,1   |
| bevolkingsdichtheid (inw./km²) | 59,5   | 59,5   | 29,7    | 29,7    | 29,8   | 29,8   |

In 2002 bedroeg het gemiddelde inkomen per inwoner 1175,54 zł.

## Aangrenzende gemeenten
Koniusza, Miechów, Pałecznica, Proszowice, Racławice, Słomniki